# Těšovice
Těšovice (deutsch Teschwitz) ist eine Gemeinde in Tschechien. Sie liegt am östlichen Stadtrand von Sokolov und gehört zum Okres Sokolov.

## Geographie

### Geographische Lage
Těšovice befindet sich am rechten Ufer der Eger im Falkenauer Becken. Östlich erhebt sich der Těšovický vrch (469 m), im Westen der Na Hardu (Hardhöhe). Linksseitig des Flusses verläuft die Bahnstrecke Chomutov–Cheb, die Bahnstation "Královské Poříčí" liegt einen knappen Kilometer nördlich von Těšovice. Zwischen Těšovice und Královské Poříčí führt eine Brücke über die Eger. Östlich wird die Gemeinde von der Staatsstraße 6 /E 48/49 umfahren.

### Gemeindegliederung
Für die Gemeinde Těšovice sind keine Ortsteile ausgewiesen.

### Nachbargemeinden
Nachbarorte sind Královské Poříčí im Norden, Horní Pískovec und Nové Sedlo im Nordosten, Staré Sedlo im Osten, Hrušková und Vítkov im Südosten, Ovčárna im Süden sowie Sokolov im Westen.

## Geschichte
Die erste urkundliche Erwähnung von Teschwitz erfolgte im Jahre 1454.
Der Ort war Teil der Herrschaft Falkenau. In der Mitte des 19. Jahrhunderts begann zwischen Teschwitz und Altsattl der Montanunternehmer Johann David Starck mit dem Abbau von Braunkohle und Schwefelkies. Unweit der Gruben ließ er ein Mineralwerk errichten.
Sein Sohn Johann Anton von Starck ließ zur weiteren Erschließung der Kohlenlagerstätten den Erbstollen des Hl. Antonius vortreiben. Der mit drei Kilometern längste Erbstolln des Falkenauer Kohlenreviers entwässerte die Gruben von Teschwitz bis Unter Reichenau in die Eger.
Nach der Aufhebung der Patrimonialherrschaften bildete Teschwitz ab 1850 einen Ortsteil der Gemeinde Wudingrün im Bezirk Falkenau. 1878 entstand die Gemeinde Teschwitz mit dem Ortsteil Berghöfe. 1885 wurde die tschechische Bezeichnung Těšovice zum zweiten amtlichen Ortsnamen. Im Jahre 1900 bestand Teschwitz aus 21 Häusern und hatte 112 Einwohner. Das Dorf war zur Kirche St. Jakobus in Falkenau gepfarrt. Im 20. Jahrhundert wuchs der Ort rasch an.
1930 hatte die Gemeinde 538 Einwohner, 1939 waren es nach der Aussiedlung der Tschechen nur noch 374. Nach dem Münchner Abkommen wurde die Gemeinde Unter Reichenau ins Deutsche Reich eingegliedert und gehörte bis 1945 zum Landkreis Falkenau. Nach dem Ende des Zweiten Weltkrieges kam der Ort zur Tschechoslowakei zurück und es begann die Vertreibung der Deutschen.
Zum 1. Jänner 1961 wurde Těšovice nach Sokolov eingemeindet. Während dieser Zeit erhielt das Dorf den Charakter einer Vorstadt von Sokolov. So entstanden auf den Fluren von Těšovice etwa 350 Garagen. Seit Beginn des Jahres 1992 besteht die Gemeinde wieder. Seit der Wiedererrichtung der Gemeinde ist Jiří Halberštát Bürgermeister.

## Kultur und Sehenswürdigkeiten
- Hügel "Na Hardu" (Hardhöhe) mit Aussichtsturm. Der 18 m hohe Turmbau mit Fachwerkaufsatz entstand 1907. Nach Abriss des hölzernen Aussichtsperrons wurde auf dem Turm eine von Tony Schönecker aus Bronze gegossene 5 m hohe Christusfigur aufgestellt. Diese wurde während des Zweiten Weltkrieges eingeschmolzen. Nach der Rekonstruktion erhielt der Turm seine ursprüngliche Gestalt zurück.
- Steinkreuz